# Puroresu

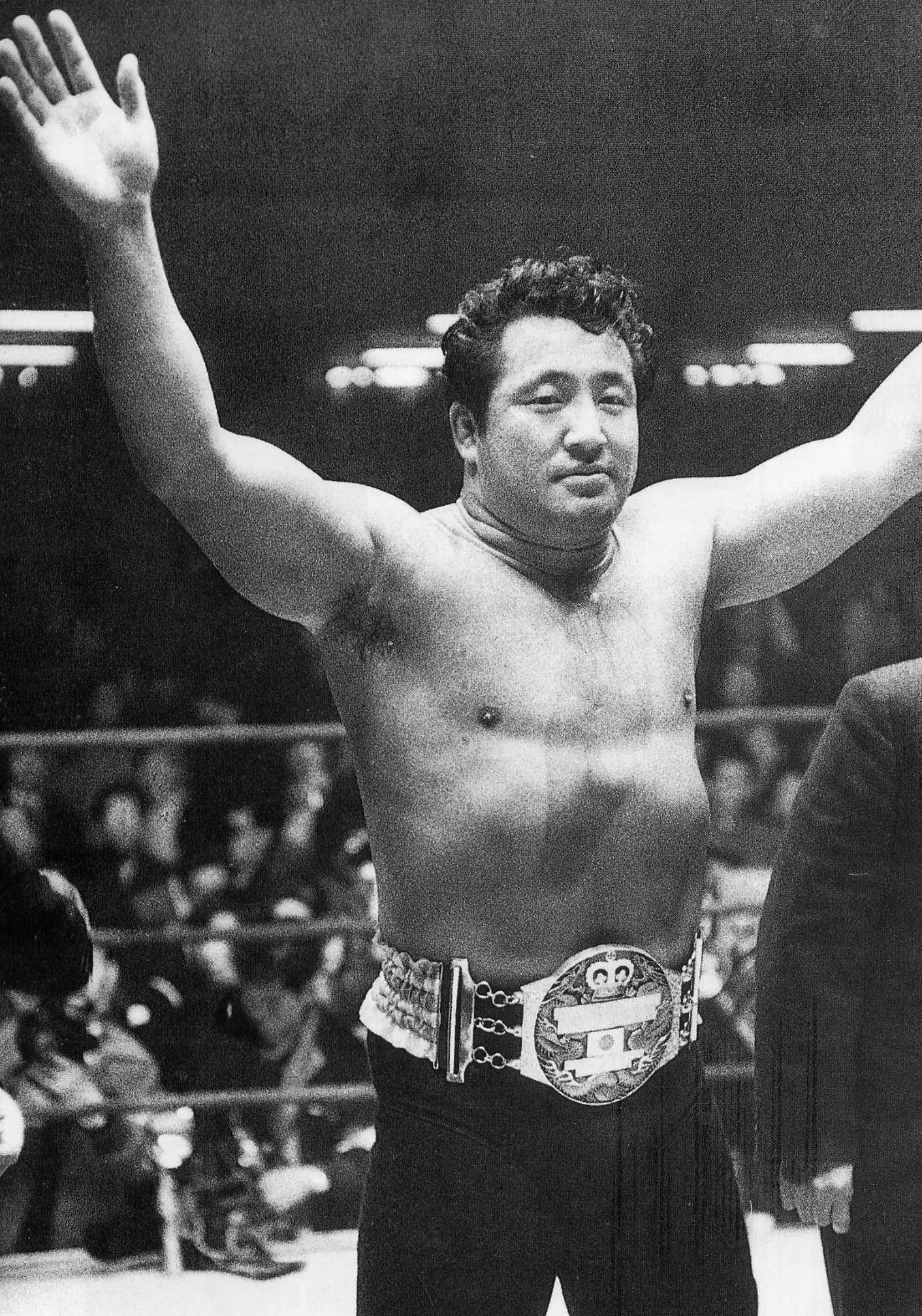
Rikidôzan, considerado o pai da luta livre japonesa

Puroresu (プロレス) é o estilo japonês e asiático de luta profissional, chamado assim pela junção das palavras "purofesshonaru resuringu" (forma romanizada de "professional wrestling", em japonês, ou "luta profissional", em português). A palavra "Puroresu" foi popularizada por Hisaharu Tanabe na década de 1990.
A principal diferença entre o Puroresu e o wrestling tradicional dos Estados Unidos da América, é que o puroresu é tratado como um esporte de combate, com misturas de artes marciais, contato físico e movimentos mais complexos e perigosos do que outros tipos de wrestling, como o Submission e o Amador.
O primeiro japonês a tornar-se um lutador profissional de wrestling foi o ex-praticante de sumô Sorakichi Matsuda, que foi para os Estados Unidos em 1880 mas teve pouco sucesso.
Tentativas posteriores ocorreram antes e após a Segunda Guerra Mundial. Algumas então tiveram sucesso, como a maior estrela do Puroresu, Rikidôzan, que popularizou o esporte em 1951.

## Regras básicas
Uma luta é vencida por fôru (equivalente ao pin fall), nokkauto (nocaute ou desqualificação pela contagem até 10), ringu auto (equivalente ao count out) ou gibappu (o mesmo que submissão).
O pin ocorre após uma contagem de três do árbitro. Na maioria das lutas, a contagem vai até 20, diferente da luta profissional estadunidense, que vai até 10.
Outras regras adicionais são utilizadas por algumas promoções, como a UWF Japonesa e outras, derivadas do Submission Arts Wrestling, que não aceitam o pin fall, apenas submissão ou nocautes.

## Estilos
Há dois estilos dominantes nas promoções japonesas de luta profissional. A New Japan Pro Wrestling, tendo como principal Antonio Inoki, que é usado o "strong style", tendo como base o submission wrestling. A All Japan Pro Wrestling, dirigida por Shohei Baba, estilo usado como "King's Road", que tem base o wrestling americano.

## Wrestlers estrangeiros no Japão
Alguns dos principais wrestlers estrangeiros que passaram pelo puroresu são Hulk Hogan, Big Van Vader, Mick Foley, Eddie Guerrero, Chris Benoit, Chris Jericho, Monster Ripper e Awesome Kong.

## Puroresu feminino
O wrestling feminino é chamado de joshi puroresu (女子プロレス). Há várias promoções somente femininas no Japão com destaque para All Japan Women's Pro-Wrestling e GAEA Japan. Há também a Global Professional Wrestling Alliance, que engloba a maioria das promoções masculinas e inclusive as femininas.

## Controvérsias
O lutador japonês Mitsuharu Misawa faleceu no dia 13 de Julho de 2009 após levar um Back Suplex de Akitoshi Saito. O golpe não foi aplicado de forma correta muito em decorrência da má forma física em que se encontrava Misawa. Ele veio a cair de pescoço no chão, rompendo as vértebras C2 e C3 (lesão parecida a que ocorreu com o ator Christopher Reeve) e logo em seguida ficando inconsciente. O golpe em si é perigoso, mas não o bastante para matar um lutador bem treinado como Misawa. Porém, levando-se conta os problemas crônicos no pescoço e a má forma física em que se encontrava o lutador, tudo culminou nesta terrível tragédia.